# Grand Prix 1940-1945
Grand Prix 1940-1945 hölls i Sydamerika, som klarade sig undan andra världskriget. Efter krigsslutet 1945 kördes även ett race i Frankrike.

## Race
| Grand Prix                 | Bana             | År   | Vinnande förare      | Vinnande tillverkare |
| -------------------------- | ---------------- | ---- | -------------------- | -------------------- |
| Sâo Paulos Grand Prix      | Interlagos       | 1940 | Arthur Nascimento Jr | Alfa Romeo           |
| Rio de Janeiros Grand Prix | Gávea            | 1941 | Chico Landi          | Alfa Romeo           |
| Argentinas Grand Prix      | Costanera        | 1941 | José Canziani        | Alfa Romeo           |
| Argentinas Grand Prix      | Costanera        | 1942 | José Canziani        | Alfa Romeo           |
| Santa Fes Grand Prix       | Santa Fe         | 1942 | Oldemar Ramos        | Alfa Romeo           |
| Paris Cup                  | Bois de Boulogne | 1945 | Jean-Pierre Wimille  | Bugatti              |